# Jon Polito
Jon Polito (29. december 1950 - 1. september 2016) var en amerikansk skuespiller der blandt andet var kendt for sit samarbejde med Coen-brødrene.

## Privatliv
Han var homoseksuel, og gjorde ikke noget for at skjule det.

### Død
Han døde den 1. september 2016 af cancer.

## Filmografi i udvalg
- Miller's Crossing (1990)
- Barton Fink (1991)
- Blankman (1994)
- The Hudsucker Proxy (1994)
- The Big Lebowski (1998)
- Stuart Little (1999)
- The Man Who Wasn't There (2001)
- American Gangster (2007)

## Ekstern henvisning
- Jon Polito på Internet Movie Database (engelsk)
- Jon Polito på Scope
- Jon Polito på Svensk Filmdatabas (svensk)
- Jon Polito på AlloCiné (fransk)
- Jon Polito på AllMovie (engelsk)
- Jon Polito på Rotten Tomatoes (engelsk)
- Jon Polito på The Movie Database (engelsk)
- Jon Polito på Internet Broadway Database (engelsk)
- Jon Polito på Behind The Voice Actors (engelsk)